# Д’Аркур, Франсуа
Франсуа д’Аркур (фр. François d'Harcourt; 6 ноября 1689 — 10 июля 1750, Сен-Жермен-ан-Ле) — французский военачальник, 2-й герцог д’Аркур, пэр и маршал Франции, рыцарь орденов короля (16.05.1728).

## Биография
Старший сын маршала Франции герцога Анри д’Аркура и Мари Анн Клод Брюлар. До 1718 носил титул маркиза д’Аркура.

### Война за Испанское наследство
Ещё учась в коллеже, 23 ноября 1705 записался в полк Аркура; в составе мушкетерского полка участвовал в битве при Рамийи 23 мая 1706. В 1707 находился во Фландрии. В 1708 принял командование полком Аркура, с которым участвовал 11 июня в сражении при Ауденарде. В 1709—1711 служил под командованием своего отца в Рейнской армии. 15 июля 1710 получил командование старым кавалерийским полком, вакантное после отставки маркиза де Лессара.
9 апреля 1712 король дал ему Кавалерийский полк Дофина, с которым Франсуа продолжал служить в Рейнской армии, уже несколько лет ограничивавшейся наблюдением за противником. В 1712 отец передал ему генеральное наместничество во Франш-Конте; соответствующая грамота была дана в Фонтенбло 21 июля, новый наместник принес присягу 4 февраля 1713.
В кампанию 1713 продолжал служить на Рейне. После распада антифранцузской коалиции армии короля перешли в наступление, и д’Аркур участвовал в занятии Шпейера, Вормса, Кайзерслаутерна, открывших ворота, осаде Ландау, сдавшегося 20 августа, разгроме генерала Вобонна 20 сентября, взятии города Фрайбурга 1 ноября, и его цитадели 16-го.
В 1716 покинул полк Дофина; был назначен командиром третьей роты королевской гвардии, после отставки своего отца, 26 июня 1718.
1 октября 1718 произведен в бригадиры, 24 апреля 1727 в лагерные маршалы.
19 октября 1718 принял титул герцога д’Аркура, зарегистрированный Парижским парламентом 19 января 1719.
10 мая 1730 продал генеральное наместничество во Франш-Конте герцогу де Рандану, сыну герцога де Лоржа.

### Война за Польское наследство
С началом войны за Польское наследство 6 октября 1733 назначен в Итальянскую армию. Осадил Пиццигеттоне, сдавшийся 29 ноября. Участвовал во взятии Миланского замка 29 декабря, осаде Новары, павшей 7 января 1734, в бою при Колорно 4—5 июня, и сражался 29 июня в битве при Парме.
12 июля отделился от основных сил с 8 эскадронами и 13-го овладел Реджо и Рубьерой. 1 августа произведен в лейтенант-генералы, 19 сентября участвовал в битве при Гвасталле.
Имперские войска планировали нанести удар по французам с левого фланга, и продвинуться до ретраншементов тет-де-пона, для чего двинули основную массу кавалерии на равнину между По и шоссейной дорогой. Герцог д’Аркур вместе с графом де Шатийоном возглавили кавалерию и нанесли удар слева по наступающим австрийцам. Имперские кирасиры не выдержали натиска, смешались и отступили к выходу из леса, откуда начинали атаку. Французская кавалерия понесла при этом значительные потери, и немцы снова атаковали, наступая колонной в два эскадрона по фронту. Герцог контратаковал и опять отбросил противника, но был ранен в руку ружейной пулей.
Едва оправившись от ранения, д’Аркур присоединился к армии в Кремоне. Зимой он занимался обороной территорий Пармы и Гуасталлы.
В кампанию 1735 принял участие во взятии замков Гонзага (30 мая), Реджоло (31 мая) и Ревере (7 июня).
26 января 1739 получил губернаторство на землях бывшего Седанского княжества, сменив на этом посту маршала Куаньи, получившего должность губернатора Эльзаса.

### Война за Австрийское наследство
Во время войны за Австрийское наследство 26 февраля 1742 года был назначен в Баварскую армию, которой командовал до соединения с маркизом де Равиньяном.
26 марта выбил противника из горных проходов, занятых им в Швабском Альбе (Упренген, Лангенау, Лауинген), отбросил к Изеру австрийские части, стоявшие под Ульмом, прогнал их из Ингольштадта, в Келлеме соединился с войсками де Равиньяна, и вместе с ним 9 апреля осадил Штраубинг.
После смерти маркиза объединил командование войсками, овладел Киндорфом, облегчив баварцам восстановление моста на Изере, затем занял лагерь на Нидеральтаке, где пять месяцев продержался против значительно превосходящего числом противника. После того, как командование армией принял Мориц Саксонский, герцог д’Аркур перешёл под командование маршала Майбуа, отрядившего его 21 сентября для занятия Плана, где было взято 400 пленных.
1 мая 1743 года был назначен в Рейнскую армию маршала де Ноая, и 27 июня командовал правым флангом в битве при Деттингене. Во главе гвардейцев дома короля он трижды атаковал вражескую пехоту и кавалерию и был опасно ранен ружейной пулей в плечо.
1 августа отправился командовать в Седане и на шампанской границе, также командовал лагерем Крюн между Тионвилем и Лонгви.
1 апреля 1744 года получил командование армией Мозеля, после отступления принца Карла Лотарингского продвинулся в Эльзас, облегчил отступление гарнизону Саверна, и помешал противнику проникнуть в Лотарингию.
13 августа предпринял попытку выбить 12-тысячный австрийский корпус генерала Надашди из Саверна. Атаковав с фронта и через окопы, занятые кроатами и пандурами, он отбросил противника к городу, в который французы ворвались на плечах бегущих.
Всё правое крыло армии принца Лотарингского развернулось для атаки Саверна. Д’Аркур стянул свои войска в укреплённый лагерь, который австрийцы безуспешно атаковали, потеряв убитыми 1200 человек. У французов был убит 71.
В ночь 15/16 августа принц прекратил атаки и ушёл за реку Сорн. Герцог д’Аркур соединился с Рейнской армией и участвовал в осаде Фрайбурга, сдавшегося 6 ноября; цитадель капитулировала 25-го.
1 апреля 1745 года направлен во Фландрскую армию, возглавляемую королём, 26-го подошел к Турне, 30-го начал его осаду. Пытаясь деблокировать крепость, австрийцы атаковали французскую армию 11 мая у Фонтенуа, где д’Аркур командовал правым флангом. Турне пал 23 мая, цитадель сдалась 20 июня. После осады 7—12 августа взял Дендермонде.
В кампанию 1746 года воевал в той же армии, 11 октября сражался при Року. 19 октября в Фонтенбло король пожаловал его чином маршала Франции, 20 ноября герцог принёс присягу. 12 апреля 1749 был зарегистрирован в Коннетаблии.

## Семья
1-я жена (14.01.1716): Маргерит-Луиза-Софи де Нёвиль де Вильруа (1698 — 4.06.1716), дочь герцога Никола де Вильруа (1663—1734) и Маргерит Летелье де Лувуа (1678—1711)
2-я жена (31.05.1717): Мари-Мадлен Летелье (1698—1735), дочь Луи-Франсуа-Мари Летелье, маркиза де Барбезье (1668—1701), и Мари-Терезы д’Алегр
Дети:
- Франсуаза-Клер д’Аркур (12.05.1718 — 9.05.1751). Муж (6.06.1738): маркиз Эммануэль-Дьёдонне д’Отфор (1700—1777)
- Анжелика-Аделаида д’Аркур (30.8.1719 — 7.09.1744). Муж (18.02.1741): герцог Эммануэль де Крой (1718—1784), принц де Сольр, маршал Франции
- Габриель-Лидия д’Аркур (1722—1801). Муж (3.05.1740): Клод Луи Франсуа де Ренье, граф де Герши (1715—1767)
- Луи-Франсуа д’Аркур (6.10.1728 — 15.03.1748), маркиз д’Аркур. Командир кавалерийского полка (15.06.1745), капитан королевской гвардии. Был холост

Поскольку Франсуа не оставил мужского наследника, герцогство Аркур перешло к его брату Анну-Пьеру д’Аркуру, маркизу де Бёврону